# Santa Teresita de Dumarán
Santa Teresita es un barrio rural   del municipio filipino de tercera categoría de Dumarán perteneciente a la provincia  de Paragua en Mimaro,  Región IV-B.
En 2007 Santa Teresita contaba con 2.224 residentes.

## Geografía
La sede del municipio de Dumarán se encuentra situada en isla del mismo nombre, mientras que su término queda repartido entre esta isla, ocupando la parte suroeste de la isla y separado por el canal de Dumarán la de La Paragua, considerada continental.
Linda al noroeste con el municipio de Araceli, nordeste de la isla; al norte con la bahía de Bentouán; al sur y al este con el Mar de Joló.
La parte continental linda al suroeste con el municipio de  Roxas; y al noroeste con el municipio de Taytay.
El barrio continental de Santa Teresita se encuentra situado en la costa, formando una península en el extremo suroriental de esta parte de municipio situado en la isla de La Paragua.
Linda al norte con el barrio de Danleg y en la franja costera con las bahías de Danleg, de Denad, de Madalugen y de Obo;
al sur con el mar de Joló, bahías de Lingit y de Sabang;
al este con el canal de Dumarán frente a la Población;
y al oeste con el barrio de   Capayas.
Comprende los sitios de Lingit y de Santa Teresita.

### Demografía
El barrio de Santa Teresita contaba  en mayo de 2010 con una población de 2.566 habitantes.

## Historia
La misión de Dumarán formaba parte de la provincia española de Calamianes, una de las 35 del archipiélago Filipino, en la parte llamada de Visayas. Pertenecía a la audiencia territorial y Capitanía General de Filipinas, y en lo espiritual a la diócesis de Cebú.

## Patrimonio
En el sitio de Lingit perteneciente a este barrio se encuentra la iglesia parroquial católica bajo la advocación del Santa Teresita del Niño Jesús que forma parte del Distrito 3° de  la Vicaría Apostólica de Taytay sufragánea  de la Arquidiócesis de Lipá.